# Кавамура, Такаси
Такаси Кавамура (яп. 河村 たかし Кавамура Такаси, род. 3 ноября 1948) — японский политик.

## Биография
Родился 3 ноября 1948 года в Нагое. Окончил университет Хитоцубаси. В 1990 году баллотировался в парламент, но не был избран. В 1993 году был избран членом палаты представителей от партии «Новая партия Японии». Избирался в парламент ещё несколько раз, в 2009 году покинул парламент и баллотировался на пост мэра Нагои, в апреле 2009 года был избран на эту должность.
В 2009 году заявил, что он планирует провести восстановить башни замка Нагоя, разрушенные во время Второй мировой войны.
20 февраля 2012 года на встрече с китайской делегацией, представляющей Нанкин — город-побратим Нагои, Кавамура заявил, что Нанкинская резня «возможно никогда не случалась». Этот инцидент привёл к разрыву официальных отношений между двумя городами. Заявление Кавамуры вызывало критику со стороны министерства иностранных дел Китая и части граждан Нагои, которые организовали чтение лекций и создали интернет-сайт.